# Benny Södergren
Benny Södergren, född 23 juni 1948 i Torshälla landsförsamling, är en svensk före detta längdåkare.
Södergren vann under vinter-OS 1976 i Innsbruck en bronsmedalj i längdåkning 50 km. Han placerade sig efter Ivar Formo, Norge som vann guld och Gert-Dietmar Klause, Östtyskland som vann silver.
Vid samma mästerskap placerade han sig som 12:a på 30 km och 13:e på 15 km. Han vann dessutom startsträckan i stafetten 
4 x 10 km där Sverige slutade på 4:e plats. I laget ingick förutom Benny, Christer Johansson, Thomas Wassberg och Sven-Åke Lundbäck. Benny deltog även vid VM i Lahtis 1978 då han tillsammans med Sven-Åke Lundbäck, Christer Johansson och Erik Wäppling representerade Sverige i tävlingen över 15 km.
Idag arbetar Benny Södergren som verkställande direktör inom metallindustrin.